# Kullervo

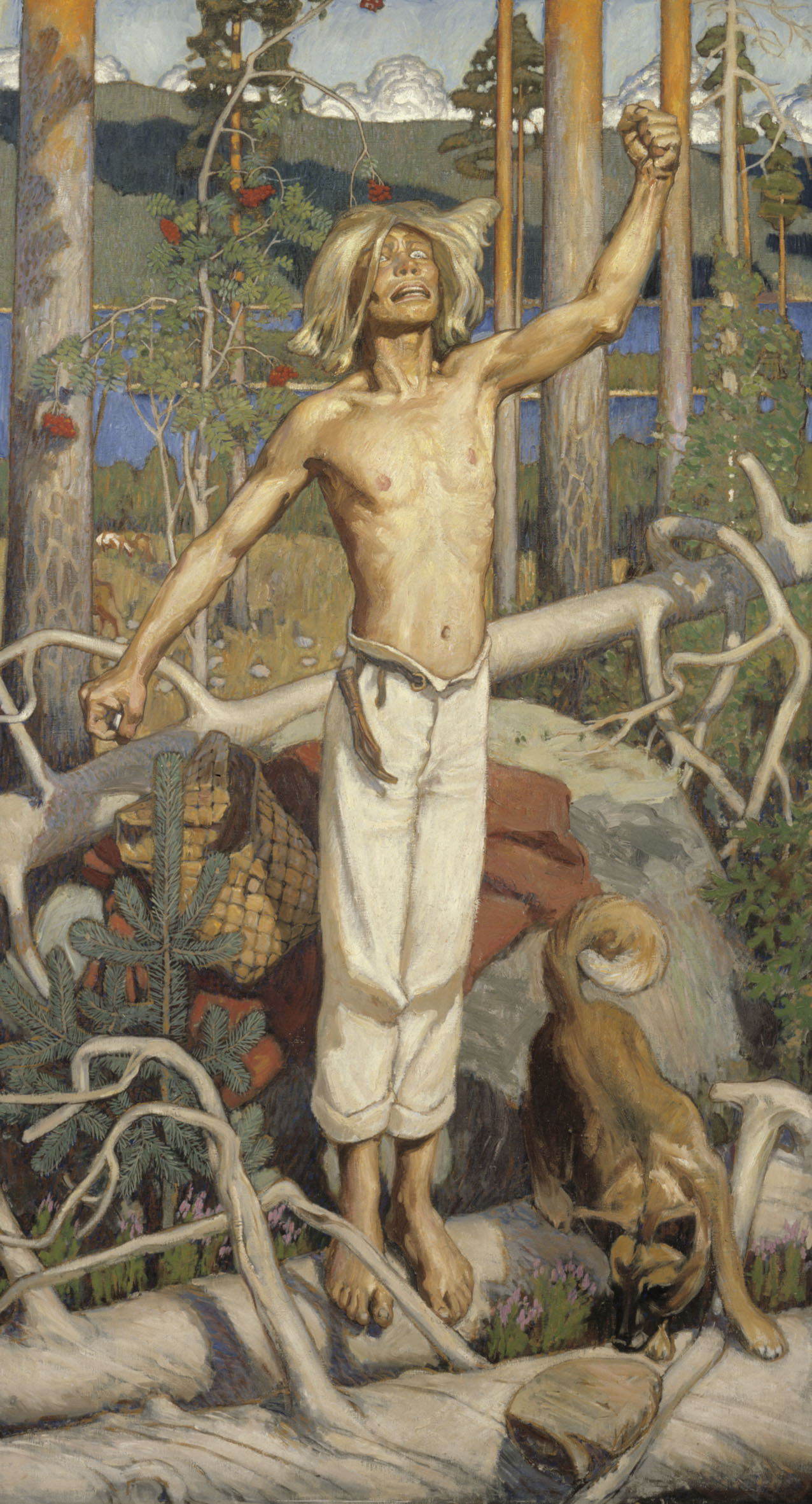
Akseli Gallen-Kallela, Kullervovo prokletí (olej na plátně, 1899)

Kullervo je tragická postava z finského národního eposu Kalevala. Příběh o Kullervovi je popsán v Kalevale ve zpěvu 31 až 36.

## Legenda
Bratři Untamo a Kalervo se přou o pozemek. Untamo a jeho muži porazí Kalerva a vyvraždí celý jeho rod. Naživu ponechají pouze jednu těhotnou ženu, která krátce nato porodí Kalervova syna jménem Kullervo. Untamo chce chlapce zabít, ale žádný ze tří pokusů se nezdaří, proto se Untamo rozhodne učinit z Kullerva otroka ve svém domě. Kullervo ale vzdoruje, a proto je prodán Ilmarinovi, pro něhož má hlídat dobytek. Ilmarinova žena se k němu chová špatně a ze zlé vůle upeče pro Kullerva chléb, do nějž zapeče kámen. Při krájení chleba se Kullervovi zlomí čepel a on slibuje pomstu. Celé stádo zavede do močálu a místo něj nažene do domu divou zvěř, která Ilmarionovu ženu zahubí. Kullervo uprchne a dozvídá se, že jeho rodiče a sestra jsou stále ještě naživu. Najde rodný dům a dozví se, že sestra zmizela.
Kullervo je vyslán svým otcem, aby zaplatil daně. Na zpáteční cestě potká dívku a svede ji, neboť ani jeden z nich netuší, že jsou sourozenci. Když se sestra dozví pravdu, utopí se. Zoufalý Kullervo se vrací domů a chce rovněž spáchat sebevraždu, ale matka mu v tom zabrání. Kullervo se rozhodne, že se pomstí, a zavraždí Untama i jeho rodinu. Po návratu domů nalezne své rodiče mrtvé. Vyhledá místo v lese, kde svedl svou sestru, a probodne se vlastním mečem.